# Klokočovské skály
Klokočovské skály (slovensky Klokočovské skálie) jsou přírodní rezervace v oblasti Kysuce na Slovensku. Nachází se v katastrálním území obce Klokočov v okrese Čadca v Žilinském kraji. Území bylo vyhlášeno či novelizováno v letech 1973, 1984, 1988 s rozlohou 6,12 hektaru. Předmětem ochrany je geomorfologický útvar (pískovec, slepenec) s výskytem kulovité odlučnosti a řady druhů chráněných rostlin.